# Rowan Blanchard
Rowan Blanchard (Los Ángeles, California; 14 de octubre de 2001) es una actriz estadounidense. Fue incluida en una lista de Time de los adolescentes más influyentes en 2015. Es conocida por interpretar a Rebecca Wilson en Spy Kids 4: All the Time in the World (2011), y obtuvo reconocimiento internacional interpretando a Riley Matthews en la serie original de Disney Channel Girl Meets World (2014-2017), que le valieron dos nominaciones a los Premios Young Artist. Desde entonces ha tenido papeles como Jackie Geary en la comedia The Goldbergs (2017-2018),  Alexandra Cavill en la serie de TNT Snowpiercer (2020) y Peige Evans en la película de 2022 Crush.

## Primeros años
Rowan Blanchard nació el 14 de octubre de 2001 en Los Ángeles, California, hija de Elizabeth y Mark Blanchard-Boulbol, quienes son instructores de yoga. Su abuelo paterno tiene ascendencia armenia, siria, libanesa y marroquí; mientras que los antepasados de su abuela paterna son de Inglaterra, Dinamarca y Suecia. Sus bisabuelos paternos se habían conocido en Alepo, actual Siria. Recibió su nombre de un personaje de The Witching Hour de Anne Rice. Rowan tiene dos hermanos menores, Carmen y Shane.

## Carrera
Blanchard comenzó a actuar en 2006 a la edad de cinco años, primero fue elegida como la hija de Mona en The Back-up Plan y estuvo en el elenco principal de la serie original de Disney Junior Dance-a-Lot Robot como Caitlin. En 2011, fue elegida como Rebecca Wilson en Spy Kids 4: All the Time in the World y como Raquel Pacheco en Little in Common.
A finales de enero de 2013, Blanchard interpretó a Riley Matthews en la serie original Girl Meets World de Disney Channel. Su personaje principal es la hija de Cory Matthews y Topanga Lawrence, interpretados por Ben Savage y Danielle Fishel respectivamente, de la serie de ABC Boy Meets World. También canta la canción principal, junto con su coprotagonista Sabrina Carpenter. Blanchard fue miembro activo del Disney Channel Circle of Stars. A principios de enero de 2015, Blanchard fue elegida como Cleo en la película original de Disney Channel Invisible Sister. De 2017 a 2018, Blanchard tuvo un papel recurrente en la serie de ABC The Goldbergs. En septiembre de 2017, Blanchard anunció que lanzaría un libro, titulado Still Here, que se publicó en febrero de 2018. Blanchard también coprotagonizó la adaptación cinematográfica A Wrinkle in Time, que se estrenó en marzo de 2018.
El 27 de marzo de 2019, Deadline informó que Blanchard fue elegida como Alexandra Cavill en Snowpiercer de TNT, un thriller futurista protagonizado por Jennifer Connelly y Daveed Diggs basado en la película surcoreana-checa de 2013 del mismo nombre de Bong Joon-ho de Tomorrow Studios de Marty Adelstein y Studio T de Turner. Blanchard será una estrella invitada en la primera temporada con la opción de convertirse en un personaje principal en la segunda temporada de la serie.
Actuó junto a Auli'i Cravalho en la película de Hulu, Crush, que se estrenó en abril de 2022.

## Vida personal y activismo

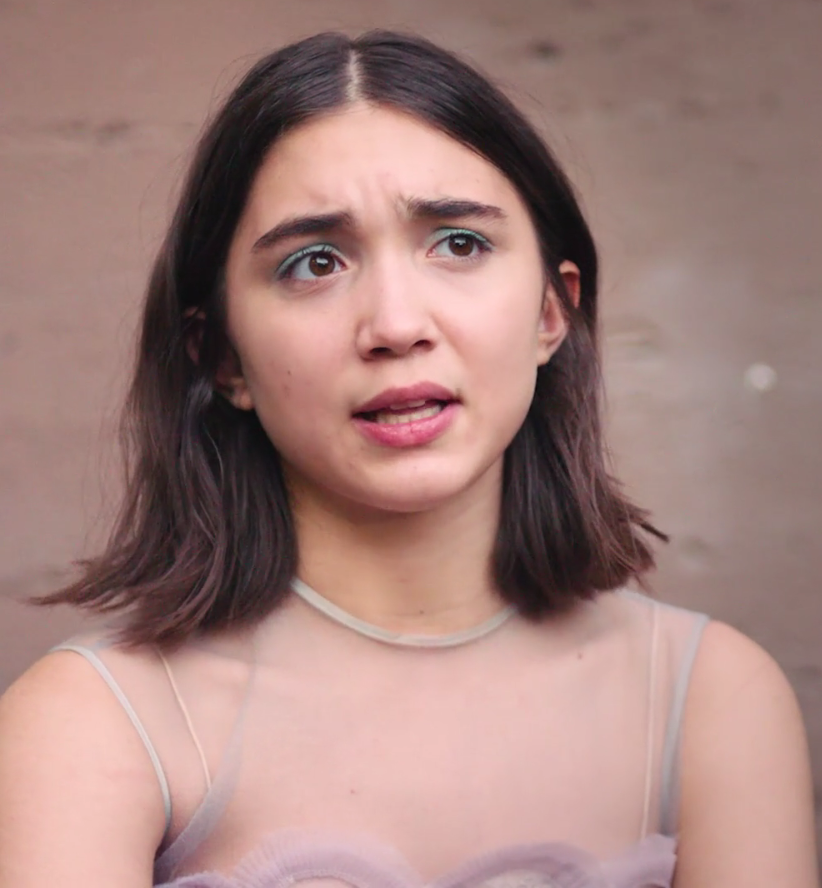
Blanchard en 2017.

En 2014, Blanchard reveló en Instagram que había estado luchando contra la depresión. Ella escribió: «Como me encontré a mí misma, este año en particular, pasando por altibajos con la depresión, me di cuenta de que en lugar de rechazar y condenar al ostracismo estos sentimientos adolescentes (sentimientos humanos), puedo aprender a amar la intensidad de ellos y saber que todo es momentáneo».
En una serie de tweets en enero de 2016, afirmó que si bien «solo le habían gustado los chicos» en el pasado, estaba «abierta a que le gustara cualquier género» y, por lo tanto, se identifica como queer.
Rowan Blanchard es una activista abierta en áreas tales como el feminismo, los derechos humanos y contra la violencia armada. Si bien la mayoría de sus observaciones sobre estas cuestiones las publica a través de Twitter o Tumblr, ha hablado en la ONU Mujeres y en la conferencia anual del Comité Nacional de los Estados Unidos como parte de la campaña feminista #TeamHeForShe. El 21 de enero de 2017 realizó un discurso ante más de 750 000 personas que fueron convocadas en la Marcha por la Mujer en la ciudad de Los Ángeles.
En abril de 2018, Blanchard criticó a Israel y su ejército en sus redes sociales y compartió su propia publicación con una foto de la activista palestina Ahed Tamimi sosteniendo la bandera palestina, y Blanchard escribió que el injusto genocidio en Palestina debería detenerse y deberían dejar que los ciudadanos de la Franja de Gaza regresan sanos y salvos a sus hogares en su legítima tierra robada. En mayo de 2018, Blanchard criticó al Estado de Israel una vez más en sus redes sociales y compartió otra foto de la niña activista palestina Ahed Tamimi, donde Blanchard citó que «Gaza califica bajo todas las definiciones de genocidio pero que los manifestantes masacrados siempre deben ser identificados como 'pacíficos'».

## Filmografía
| Año  | Título                                | Personaje      |
| ---- | ------------------------------------- | -------------- |
| 2010 | The Back-up Plan                      | Mona           |
| 2011 | Spy Kids 4: All the Time in the World | Rebecca Wilson |
| 2011 | Little in Common                      | Rachel Pacheco |
| 2016 | The Realest Real                      | Paige          |
| 2018 | A Wrinkle in Time                     | Veronica       |
| 2019 | A World Away                          | Jessica        |
| 2022 | Crush                                 | Paige Evans    |

| Año       | Título                | Personaje                                        | Notas                                                           |
| --------- | --------------------- | ------------------------------------------------ | --------------------------------------------------------------- |
| 2010      | Dance-A-Lot Robot     | Caitlin                                          | Elenco principal                                                |
| 2014-2017 | Girl Meets World      | Riley Matthews                                   | Protagonista                                                    |
| 2015      | Best Friends Whenever | Riley Matthews                                   | Episodio: «Cyd and Shelby's Haunted Escape»                     |
| 2015      | Invisible Sister      | Cleo Eatsman                                     | Película original de Disney Channel                             |
| 2016      | Beat Bobby Flay       | Jueza invitada                                   | Episodio: «Back to School»                                      |
| 2017-2018 | The Goldbergs         | Jackie Geary                                     | Personaje recurrente (temporadas 4-5)                           |
| 2018      | Neo Yokio             | Bergdorf Chan / Salesclerk 3 / Chica adolescente | Episodio «Pink Christmas»                                       |
| 2018-2019 | Splitting Up Together | China                                            | Episodios: «Messy» & «China-Curious»                            |
| 2020-2022 | Snowpiercer           | Alexandra Cavill                                 | Estrella invitada (temporada 1); Elenco principal (temporada 2) |

## Discografía

### Canciones promocionales
| Título                                      | Año  | Álbum |
| ------------------------------------------- | ---- | ----- |
| «Take on the World» (con Sabrina Carpenter) | 2014 | —     |

### Apariciones especiales
| Sencillo                                                                                | Año  | Álbum |
| --------------------------------------------------------------------------------------- | ---- | ----- |
| «Do You Want to Build a Snowman?» (como parte del grupo Disney Channel Circle of Stars) | 2014 | —     |

## Premios y nominaciones
| Año  | Premio              | Categoría                                                              | Trabajo nominado                      | Resultado | Ref.   |
| ---- | ------------------- | ---------------------------------------------------------------------- | ------------------------------------- | --------- | ------ |
| 2012 | Young Artist Awards | Mejor actuación en un largometraje - Actriz joven de diez años o menos | Spy Kids 4: All the Time in the World | Nominada  | [ 28 ] |
| 2015 | Young Artist Awards | Mejor elenco en una serie de televisión                                | Girl Meets World                      | Nominada  | [ 29 ] |
| 2016 | Teen Choice Awards  | Elección estrella de televisión de verano: mujer                       | Girl Meets World                      | Nominada  | [ 30 ] |
| 2017 | Kids' Choice Awards | Estrella de televisión femenina favorita                               | Girl Meets World                      | Nominada  | [ 31 ] |
| 2017 | Teen Choice Awards  | Elección Changemaker                                                   | Ella misma                            | Nominada  | [ 32 ] |